# Вилье-ан-Морван
Вилье́-ан-Морва́н (фр. Villiers-en-Morvan) — коммуна во Франции, находится в регионе Бургундия. Департамент коммуны — Кот-д’Ор. Входит в состав кантона Льерне. Округ коммуны — Бон.
Код INSEE коммуны — 21703.

## Население
Население коммуны на 2010 год составляло 42 человека.
| 1962 | 1968 | 1975 | 1982 | 1990 | 1999 | 2010 |
| ---- | ---- | ---- | ---- | ---- | ---- | ---- |
| 74   | 80   | 59   | 51   | 36   | 48   | 42   |

## Экономика
В 2010 году среди 23 человек трудоспособного возраста (15—64 лет) 12 были экономически активными, 11 — неактивными (показатель активности — 52,2 %, в 1999 году было 61,1 %). Из 12 активных жителей работали 8 человек (5 мужчин и 3 женщины), безработных было 4 (1 мужчина и 3 женщины). Среди 11 неактивных 1 человек был учеником или студентом, 9 — пенсионерами, 1 был неактивным по другим причинам.